# فرانك وول
فرانك وول (بالإنجليزية: Frank Wall)‏ هو سياسي أسترالي، ولد في 6 أكتوبر 1879 في أستراليا، وتوفي في 1 أبريل 1941 في سيدني في أستراليا. حزبياً، نشط في Nationalist Party (Australia) ‏. وقد انتخب عضو المجلس التشريعي نيو ساوث ويلز.